# Fotemustină
Fotemustina este un medicament chimioterapic din clasa agenților alchilanți, fiind un derivat de nitrozouree utilizat în Europa în tratamentul unor tumori cerebrale metastazate (împreună cu radioterapie). Calea de administrare disponibilă este cea injectabilă.